# Fläskrevolten 1922
Fläskrevolten var oroligheter som ägde rum i Salla, Finland i februari 1922.
Namnet kommer sig av att en ledare för de vita höll sitt "segertal" stående på en låda som innehållit fläsk. En skara finska rödgardister, delvis sådana som tillhört Murmanlegionen, överskred då den finsk-ryska gränsen. Under befäl av Jahvetti Moilanen, som 1918 tjänstgjort som chef för röda gardet i Kajana och senare fått en officersutbildning i Röda armén, organiserades en bataljon på 500 man. Dessa utgjordes av missnöjda arbetare från de stora skogshuggarlägren i Salla. Bataljonen plundrade flera trävarubolags kontor, ockuperade kyrkbyn och avväpnade den därvarande gränsbevakningsavdelningen. Detta satte skrämselhicka på det borgerliga Finland, eftersom man trodde att det var inledningen till en landsomfattande revolution. Efter några dagar retirerade partisanerna över gränsen. De förföljdes av gränsbevakningen från Rovaniemi och Rovaniemi skyddskår. 
Endast en person sårades under oroligheterna. 